# Rhizomys pruinosus
Rhizomys pruinosus este o specie de rozătoare din familia Spalacidae găsită în Asia de Sud-Est (Cambodgia, Laos, Malaysia, Myanmar, Thailanda, și Vietnam), Asia de Est (China) și Asia de Sud (India).

## Descriere

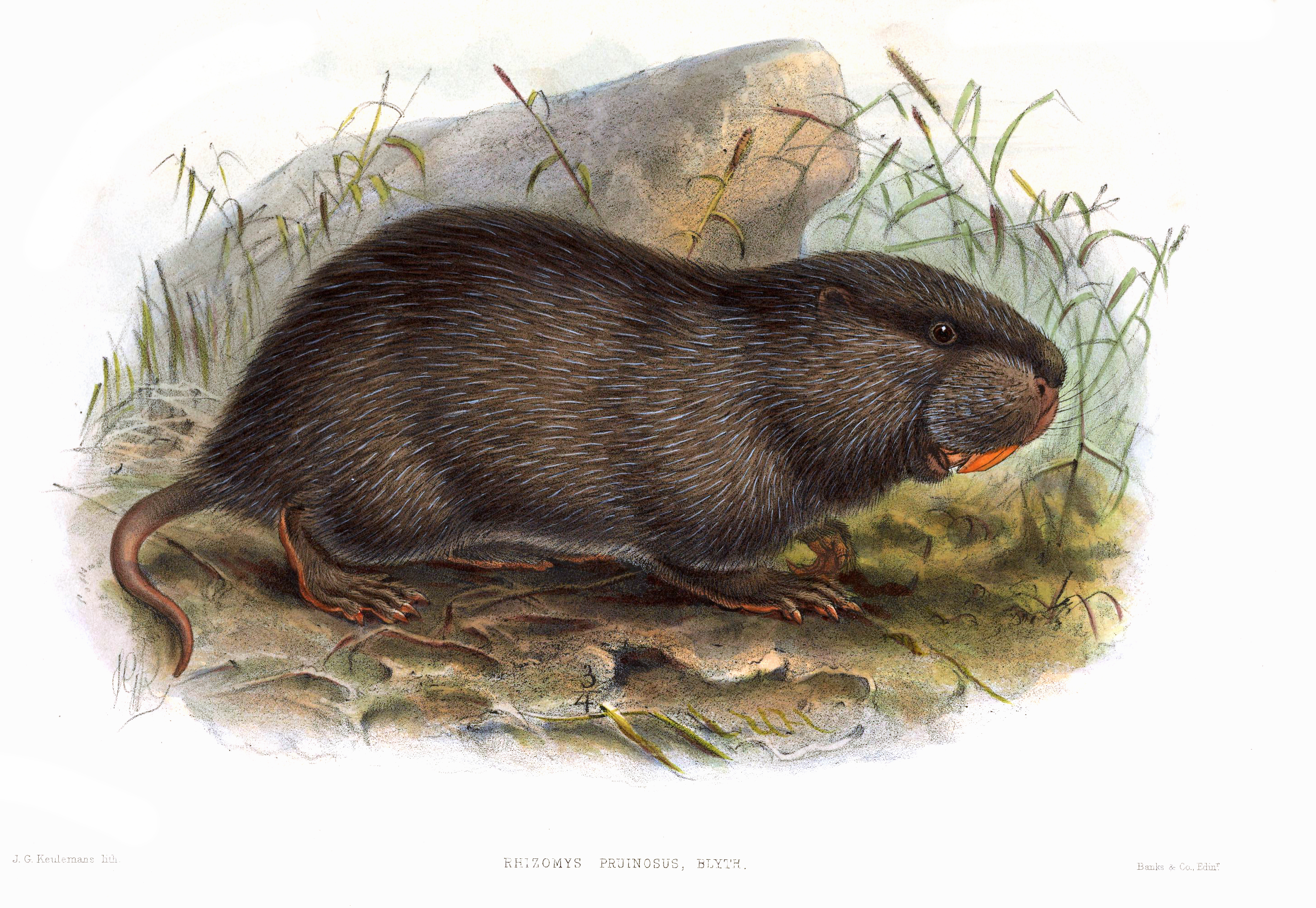

R. pruinosus este o rozătoare robustă care atinge o lungime a capului plus cea a trunchiului de 240 până la 345 mm, iar a cozii de 90 până la 130 mm. Greutatea sa variază de la 1.500 g până la 2.500 g. Blana de pe părțile superioare este brună cu tentă cenușie sau brună închis, cu un aspect oarecum grizonat datorită prezenței perilor de contur cu vârful alb. Partea ventrală este de un brun cu tentă cenușie mai palid, iar coada are puține fire de păr. Craniul este lat și oarecum plat, iar arcada zigomatică este mare. Incisivii superiori sunt înclinați către interior, iar molarii lații sunt de o culoare portocalie.

## Răspândire și habitat
R. pruinosus are un areal larg care cuprinde nordul și nord-estul Indiei, estul țării Myanmar, Thailanda, Laos, Cambodgia, Vietnam, Peninsula Malaya și sudul Chinei. Se găsește de la altitudini joase până la altitudini de 4,000 m. Trăiește într-o varietate de habitate, printre care se numără păduri de conifere și păduri mixte, păduri secundare, păduri de arbuști și desișuri de bambus. Este probabil absentă pe câmpuri agricole și rareori prezentă în păduri adânci.

## Biologie
R. pruinosus viețuiește singură într-o galerie simplă, cu o singură intrare marcată de un morman, o ieșire de siguranță, o cameră de adăpost și o alta care servește ca latrină. Cuibul este căptușit cu ierburi uscate și bucăți de bambus. Rozătoarea iese noaptea pentru a se hrăni cu materie vegetală, preponderent tulpini și rădăcini de bambus și plante din genul Polypogon. Reproducerea poate avea loc pe durata întregului an, dar atinge apogeul în noiembrie–decembrie și martie–iunie. În perioada dată, masculul se mută în galeria unei femele. Perioada de gestație este de 22 de zile, iar rândul de pui numără de obicei între unul până la cinci pui. Înțărcarea are loc după 56–78 de zile.

## Stare de conservare
Arealul acestei specii este larg și cuprinde arii protejate. Populația este stabilă și se presupune că este mare. Animalul este vânat de oameni pentru hrană. Uniunea Internațională pentru Conservarea Naturii a clasificat-o ca fiind o specie neamenințată cu dispariția.